# Ceratomyxa moenei
Ceratomyxa moenei is een microscopische parasiet uit de familie Ceratomyxidae. Ceratomyxa moenei werd in 1960 beschreven door Meglitsch. 